# 3,4-di-hidroxitolueno
3,4-di-hidroxitolueno, também chamado de 4-metil-1,2-benzenodiol ou 4-metilcatecol, é um composto orgânico, um bifenol do tolueno, de fórmula C7H8O2 e massa molecular 124,14. É classificado com o número CAS 452-86-8 e EINECS 207-214-5. Apresenta densidade de 1,129 , ponto de fusão de 62-69 ºC, ponto de ebulição de 251 ºC, ponto de fulgor de 140 ºC e é solúvel em água. Também pode ser interpretado em estrutura como sendo um derivado metilado no bifenol catecol.